# Tỉnh ủy Yên Bái
Tỉnh ủy Yên Bái hay còn được gọi Ban chấp hành Đảng bộ tỉnh Yên Bái là cơ quan lãnh đạo cao nhất của Đảng bộ tỉnh Yên Bái giữa hai kỳ đại hội đại biểu Đảng bộ tỉnh Yên Bái, do Đại hội Đại biểu Đảng bộ tỉnh bầu.
Tỉnh ủy Yên Bái có chức năng thi hành nghị quyết, quyết định của Đại hội Đại biểu Đảng bộ tỉnh Yên Bái, Ban Chấp hành Trung ương Đảng, Ban Bí thư và Bộ Chính trị.
Đứng đầu Tỉnh ủy là Bí thư Tỉnh ủy và thường là ủy viên Ban chấp hành Trung ương Đảng. Bí thư hiện tại là Trần Huy Tuấn.